# Істерберг
Істерберг (нім. Isterberg) — громада в Німеччині, розташована в землі Нижня Саксонія. Входить до складу району Графство Бентгайм. Складова частина об'єднання громад Шютторф.
Площа — 20,28 км2. Населення становить 589 ос. (станом на 31 грудня 2021).